# Національна футбольна ліга
Національна футбольна ліга (НФЛ) (англ. National Football League (NFL)) — професіональна ліга Північної Америки, яка об'єднує команди США з американського футболу. Лігу засновано в 1920 році з одинадцятьох команд. Станом на 2011 рік вона включає 32 команди, розділені на дві конференції по чотири дивізіони в кожній.
Змагання НФЛ відбуваються протягом 18 тижнів регулярного сезону: з початку вересня до січня. Кожна команда проводить 17 ігор. За підсумками сезону 12 найкращих команд виходять у Плей-Оф і завершується чемпіонат розіграшем найпрестижнішого в американському футболі трофею — Суперболу (англ. Super Bowl).

## Історія

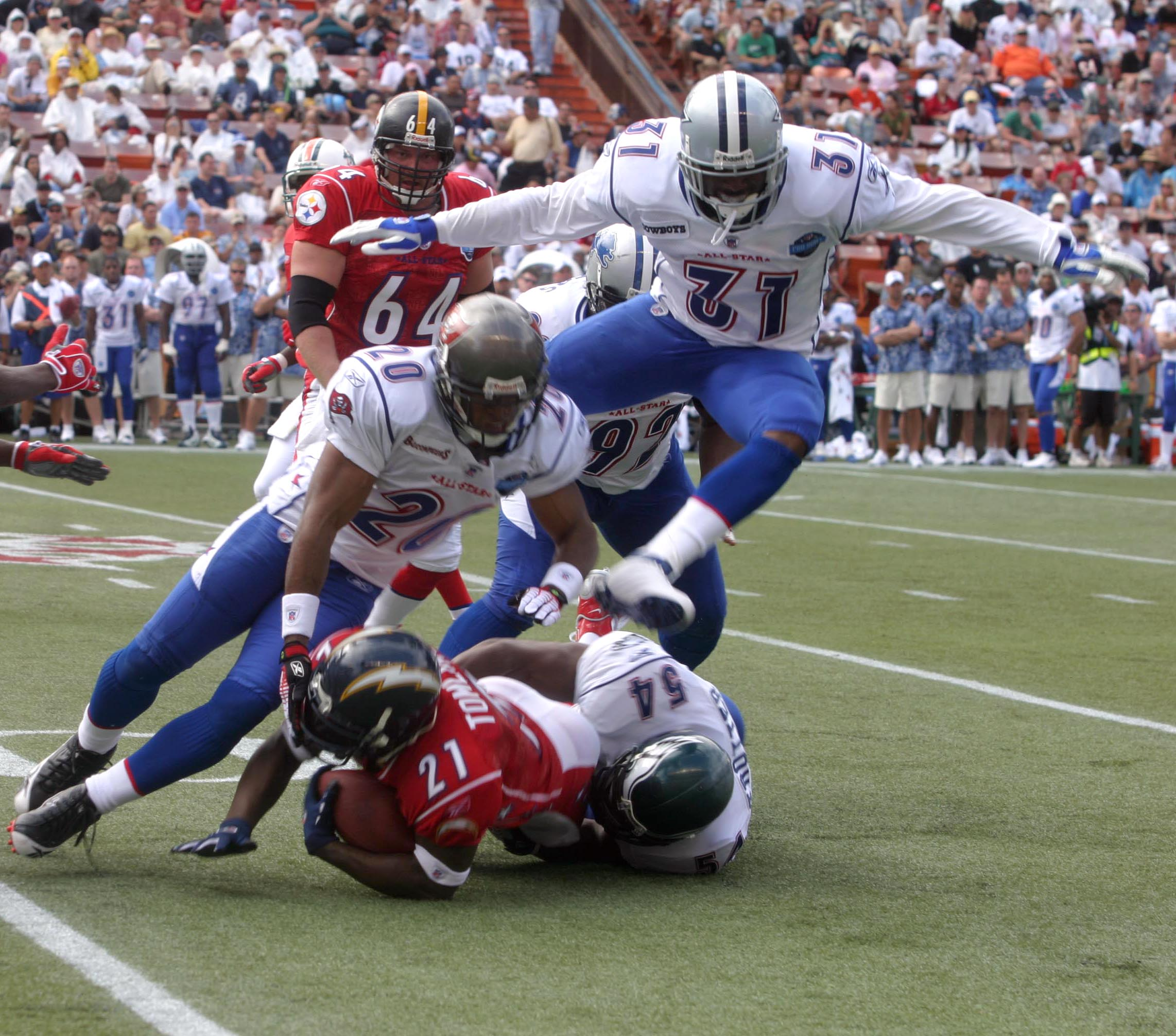
Пробоул — матч усіх зірок ліги 2006 року

Історія ліги почалася в 1920 р., коли представники декількох професійних футбольних ліг і незалежних команд зустрілися у представництві компанії Hupmobile в Кантоні (Огайо). Вони утворили лігу, яка, по суті, була усною угодою грати матчі за загальним календарем і оголошувати в кінці кожного сезону чемпіона. Командам дозволялося грати матчі поза лігою, і список учасників у перші роки постійно змінювався. Два роки опісля ліга була перейменована в NFL. Лише дві команди, що входять зараз в NFL, були її учасниками в 1920 р. — Decatur Staleys (зараз «Чикаго Беарз») і Chicago Cardinals (зараз «Аризона Кардіналс»).
Протягом 20-х і 30-х років склад ліги більш-менш стабілізувався і організація її прийняла більше формальний характер. Перший офіційний розіграш чемпіонства відбувся в 1933 р. Хоча в 1927 р. ліга перестала приймати у свої ряди чорношкірих гравців, після Другої світової війни, в 1946 р., це правило було скасовано. У ті роки відбулися й інші важливі зміни. Посада президента ліги перетворилася в більш впливовий пост комісара ліги. Клуби стали більш самоокупними; останнє закриття клубу відбулося в 1952 р. Після 1958 р., коли гра за чемпіонство NFL стала відома як «Найбільша гра у світі», ліга почала перетворюватися в одну з найбільш популярних спортивних ліг США.
Конкуруюча ліга, відома як Американська футбольна ліга (AFL), була створена в 1959 р. Вона була досить успішною, що призвело до злиття з NFL в 1970 році; в результаті відбулося розширення ліги і установа Супербоула, що став спортивним змаганням з найбільшим числом глядачів у США. Ліга продовжувала розширюватися з 70-х по 90-і рр… і досягла нинішнього складу в 32 клуби. Серія трудових угод і дедалі більші суми контрактів на телетрансляції зробили лігу однією з найприбутковіших. Також ліга стала єдиною з основних спортивних ліг США, якій вдалося з 90-х років уникати локауту, але ситуація може змінитися, якщо не буде укладено нову трудову угоду в 2011 р.

## Структура сезону
З 2002 р. календар сезону NFL включає в себе:
— 4-матчевий виставковий сезон (або передсезонних) з початку серпня до початку вересня;
— 17-матчевий 18-тижневий регулярний сезон з вересня по кінець грудня або початок січня;
— Турнір плей-оф з вибуванням після поразки єдиного за участю 12 команд, що починається в січні і закінчується на початку лютого розіграшем Супербоула.
За традицією, ігри шкільних команд проходять по п'ятницях, ігри коледжів і університетів — по суботах, а більшість ігор NFL — по неділях. Оскільки сезон NFL триваліше, ніж університетський, в його календар входять також ігри по суботах, якщо університетський сезон в цей час не йде. Також з 1970 телевізійна мережа ABC проводить по понеділках ігри серії Monday Night Football, а в 1980 р. були введені ще й ігри по четвергах.

### Передсезонні матчі
Услід за міні-таборами навесні та офіційними тренувальними таборами в липні-серпні, команди NFL зазвичай проводять по чотири передсезонні матчі з початку серпня до початку вересня. Дві з чотирьох ігор проводяться вдома. Починається передсезонні матчі з гри, присвяченої Залу слави професійного футболу.
Ці ігри дуже корисні для новачків, яким ще не доводилося виступати при величезному скупченні глядачів. Менеджери клубів зазвичай використовують ці матчі, щоб оцінити ігрові якості нових гравців. Ветерани команд зазвичай проводять лише перші чверті цих зустрічей, щоб мінімізувати ризик травм. Вболівальниками було порушено кілька судових позовів, спрямованих проти політики включення передсезонних матчів до складу сезонного пакету квитків за цінами регулярного сезону, але жоден з них не був задоволений.

### Регулярний сезон
Після виставкових матчів кожна команда починає 17-тижневий 16-матчевий регулярний сезон; один тиждень в його середині дається командам для відпочинку. В даний час сезон починається ввечері в перший четвер після Дня праці з так званої «Kickoff game» (права на показ якої зараз належать NBC). Таким чином, згідно з нинішньою структурі календаря, сезон може розпочатися з 4 вересня (як сезон-2008) по 10 вересня (сезон-2009). Календар для кожної з 32 команд складається за наступним принципом:
— Кожна команда грає з трьома суперниками по дивізіону по дві гри (одну вдома та одну в гостях);
— Кожна команда грає з чотирма командами іншого дивізіону своєї конференції (дивізіон змінюється по трирічному циклу) по одній грі: дві з них вдома і дві в гостях;
— Кожна команда грає з чотирма командами одного дивізіону іншої конференції (дивізіон змінюється по чотирирічному циклу) по одній грі: дві з них вдома і дві в гостях;
— Кожна команда грає по одній грі з командами своєї конференції, що зайняли в попередньому сезоні таке ж місце у своїх дивізіонах, але не входять до дивізіону, який вже включений в календар: одну гру вдома й одну в гостях.

### Плей-оф
Сезон триває турніром 14 команд для визначення команд, що беруть участь у розіграші Супербоула. У турнірну сітку включаються по сім команд від кожної конференції за результатами регулярного сезону:
— Чотири переможці дивізіонів з кожної конференції (команди з найкращим співвідношенням перемог і поразок у своєму дивізіоні), які отримують номер посіву від 1 до 4 у залежності від співвідношення перемог і поразок;
— Три команди з кожної конференції, не стали переможцями дивізіонів і мають найкраще співвідношення перемог і поразок. Вони отримують номери посіву 5, 6 і 7.
У кожній конференції в першому раунді між собою грають команди № 3 і 6, а також № 4 і 5. Команди № 1 і 2 не беруть участь у першому раунді плей-офф і автоматично проходить у наступне коло, де зустрічаються з переможцями першого раунду. У другому раунді команда з першим номером посіву грає з однією з команд, що залишилися конференції, що має найгірший номер. У будь-якій грі плей-офф команда з більш високим номером посіву одержує перевагу свого поля.
Переможці другого раунду плей-офф зустрічаються між собою у матчі за чемпіонство конференції для визначення учасника розіграшу Супербоула, що проходить на нейтральному полі в закритому приміщенні або теплою місцевості. Право вважатися «командою-господарем» Супербоула щороку переходить від однієї конференції до іншої.

### Пробоул
Пробоул — матч усіх зірок ліги, традиційно проводиться у вихідні після Супербоула. Спочатку гра проводилася на різних майданчиках, але з 1980 р. по 2009 р. місце проведення було закріплено за Aloha Stadium в Гонолулу, Гаваї.
Тим не менше Пробоул 2010 було зіграно 31 січня на Сан Лайф Стедіум, домашній арені «Маямі Долфінс». Вперше Пробоул був проведений до Супербоула. У 2011 і 2012 рр. гра знову пройде в Гонолулу.
У таблиці наведено приклад розкладу ігор для однієї з команд (Піттсбург Стілерс у сезоні 2007 року).
Суперники визначаються автоматично за формулою і місцях, зайнятих командами у попередньому сезоні.
| Одна гра в регулярному сезоні"" | Дві грі в регулярному сезоні "" | Команда, для якої показані суперники |

| 2006    | Схід АФК    | Північ АФК | Південь АФК  | Захід АФК   |
| ------- | ----------- | ---------- | ------------ | ----------- |
| 1 місце | Нью-Інгленд | Балтимор   | Індіанаполіс | Сан-Дієго   |
| 2 місце | НЙ Джетс    | Цинциннаті | Теннессі     | Канзас-Сіті |
| 3 місце | Баффало     | Пітсбург   | Джексонвіль  | Денвер      |
| 4 місце | Маямі       | Кливленд   | Х'юстон      | Окленд      |

| 2006    | Схід НФК    | Північ НФК | Південь НФК  | Захід НФК     |
| ------- | ----------- | ---------- | ------------ | ------------- |
| 1 місце | Філадельфія | Чикаго     | Новий Орлеан | Сієтл         |
| 2 місце | Даллас      | Грін Бей   | Кароліна     | Сент-Луїс     |
| 3 місце | НЙ Джаєнтс  | Міннесота  | Атланта      | Сан-Франциско |
| 4 місце | Вашингтон   | Детройт    | Тампа Бей    | Аризона       |

## Команди

### Американська футбольна конференція
| Американська футбольна конференція |                        |                                           |                           |
| Дивізіон                           | Команда                | Спортспоруда                              | Місто                     |
| Східний                            | Баффало Біллс 1        | Ральф Вілсон Стедіум (73 079)2            | Орчард-Парк, Нью-Йорк     |
| Східний                            | Маямі Дольфінс 3       | Сан Лайф Стедіум (75 540)                 | Маямі-Гарденс, Флорида    |
| Східний                            | Нью-Інгленд Петріотс 4 | Жилетт Стедіум (68 756)                   | Фоксборо, Массачусетс     |
| Східний                            | Нью-Йорк Джетс 5       | МетЛайф Стедіум (82 566)                  | Іст Ротерфорд, Нью-Джерсі |
| Північний                          | Балтимор Райвенс       | M&T Bank Стедіум (71 008)                 | Балтимор, Меріленд        |
| Північний                          | Цинциннаті Бенгалс 6   | Стадіон ім. Пола Брауна (65 535)          | Цинциннаті, Огайо         |
| Північний                          | Клівленд Браунс        | Клівленд Браунс Стедіум (73 200)          | Клівленд, Огайо           |
| Північний                          | Піттсбург Стілерс      | Хайнц Філд (65 050)                       | Піттсбург, Пенсільванія   |
| Південний                          | Х'юстон Тексанс        | ЕнЕрДжи Стедіум (71 054)                  | Х'юстон, Техас            |
| Південний                          | Індіанаполіс Колтс     | Лукас Оіл Стедіум (63 000)                | Індіанаполіс, Індіана     |
| Південний                          | Джексонвілл Джагуарс   | ЕверБенк Філд (67 246)                    | Джексонвілл, Флорида      |
| Південний                          | Теннессі Тайтанс 7     | LP Філд (69 143)                          | Нешвілл, Теннессі         |
| Західний                           | Денвер Бронкос 1       | Спортс Ауторіті Філд ет Майл-Хай (76 125) | Денвер, Колорадо          |
| Західний                           | Канзас-Сіті Чіфс 8     | Ерроухед Стедіум (79 451)                 | Канзас-Сіті, Міссурі      |
| Західний                           | Окленд Райдерс 1       | Окленд Колізіум (63,026)                  | Окленд, Каліфорнія        |
| Західний                           | Сан-Дієго Чарджерс 9   | Куалкомм Стедіум (71,294)                 | Сан-Дієго, Каліфорнія     |

- 1 Оригінальна команда Американської футбольної ліги (АФЛ).
- 2 Баффало Біллс з 2008 року щорічно грає одну гру регулярного чемпіонату та одну передсезонну гру один раз на два роки поза межами США — у Роджерс Центрі, Торонто, Канада.
- 3 У 1966 команду прийняли в членство АФЛ.
- 4 Оригінальна команда АФЛ під назвою Бостон Патріотс
- 5 Оригінальна команда АФЛ під назвою Нью-Йорк Тайтанс
- 6 У 1968 команду прийняли в членство АФЛ.
- 7 Оригінальна команда АФЛ під назвою Х'юстон Ейлерс
- 8 Оригінальна команда АФЛ під назвою Даллас Теханс.
- 9 Оригінальна команда АФЛ під назвою Лос-Анджелес Чарджерс

1. ↑  Deutsche Nationalbibliothek Record #1048975-7 // Gemeinsame Normdatei — 2012—2016.
2. ↑  Office Snapshots : Inside the New Headquarters of the NFL

### Національна футбольна конференція
| Національна футбольна конференція |                             |                                       |                                                              |
| Дивізіон                          | Команда                     | Спортспоруда                          | Місто                                                        |
| Східний                           | Даллас Ковбойс              | AT&T стадіон (80 000)                 | Арлінгтон, Техас                                             |
| Східний                           | Нью-Йорк Джайентс           | МетЛайф Стедіум (82 566)              | Іст-Ратерфорд, Нью-Джерсі (недалеко від Нью-Йорка)           |
| Східний                           | Філадельфія Іглс            | Лінкольн Файненшл філд (68 532)       | Філадельфія, Пенсільванія                                    |
| Східний                           | Вашингтон Командерс         | FedEx Філд (91 704)                   | Ландовер, Меріленд (недалеко від Вашингтона, округ Колумбія) |
| Північний                         | Чикаго Берс                 | Солджер-філд (61 500)                 | Чикаго, Іллінойс                                             |
| Північний                         | Детройт Лайонс              | Форд Філд (65 000)                    | Детройт, Мічиган                                             |
| Північний                         | Грін-Бей Пекерс             | Ламбо Філд (72 922)                   | Грін-Бей, Вісконсин                                          |
| Північний                         | Міннесота Вайкінгс          | TCF Бенк Стедіум (52 525)             | Міннеаполіс, Міннесота                                       |
| Південний                         | Атланта Фалконс             | Джорджія Дом (71 228)                 | Атланта, Джорджія                                            |
| Південний                         | Кароліна Пантерс            | Бенк оф Америка Стедіум (73 298)      | Шарлот, Північна Кароліна                                    |
| Південний                         | Нью-Орлінс Сейнтс           | Луїзіана Супердом (69 703)            | Новий Орлеан, Луїзіана                                       |
| Південний                         | Тампа-Бей Баккенірс         | Реймонд Джеймс Стедіум (66 321)       | Тампа, Флорида                                               |
| Західний                          | Аризона Кардиналс           | Стадіон університету Фінікса (63 400) | Ґлендейл (недалеко м. Фінікс)                                |
| Західний                          | Сент-Луїс Рамс              | Едвард Джонс Дом (66 000)             | Сент-Луїс, Міссурі                                           |
| Західний                          | Сан-Франциско Форті Найнерс | Леві Стедіум (70 207)                 | Сан-Франциско, Каліфорнія                                    |
| Західний                          | Сієтл Сіхоукс               | Сенчурі Лінк Філд (67 000)            | Сієтл, Вашингтон                                             |

- 1 Даллас Ковбойс переїдуть у Нью-Ковбойс-стадіум в Арлінгтон, Техас, у 2009.